# Mariann Budde
Mariann Edgar Budde (10 dicembre 1959) è una vescova anglicana statunitense.

## Biografia
Ha trascorso parte della sua vita in New Jersey e in Colorado, per poi frequentare l'università di Rochester. Come religiosa ha vissuto a Minneapolis, ricoprendo il ruolo di rettrice della St. John's Episcopal Church. Trasferitasi successivamente nella capitale statunitense, è stata nominata vescova a guida della diocesi nel 2011. Nella Chiesa episcopale, Budde è la prima donna in assoluto a svolgere tale incarico.